# William Henry Waddington
William Henry Waddington (Saint-Rémy-sur-Avre, 11 de dezembro de 1826  -  Paris, 13 de Janeiro de 1894) foi um político francês de ascendência inglesa.
Foi ministro da Educação (1876-1877) e ministro dos Negócios Estrangeiros em 1877. Representou a França no Congresso de Berlim em 1878. Ocupou o cargo de primeiro-ministro da França, entre 4 de Fevereiro de 1879 a 28 de Dezembro de 1879 (ver Gabinete Waddington).